# Patricio Toledo
Patricio Armando Toledo Toledo (14 de julio de 1962) es un exfutbolista chileno que jugó como arquero.  
Fue elegido por la IFFHS como el 54.º Mejor Arquero del Mundo del período 1987-2011, lo que lo sitúa como el Mejor Arquero Chileno de los últimos 25 años.

## Trayectoria
Oriundo de Santiago, en la populosa comuna de Barrancas (hoy Pudahuel), a los 7 años se trasladó a la tierra de sus abuelos, Lonquén. Comenzó jugando de mediocampista, pero al irse a probarse a las divisiones inferiores de Universidad Católica a los 17 años, lo hizo de arquero. En su serie, le ganó el puesto a Fernando Díaz y Enrique Gómez.
En sus primeros años como profesional, en 1981 llega al cuadro cruzado Pedro Morales, quien le comunica que no entraba en sus planes, y no recibió ninguna oferta para ser cedido a préstamo, por lo que pensó en el retiro. Sin embargo, tras la llegada de Ignacio Prieto, regresó a la consideración, y finalmente con Luis Santibáñez comenzó a alternar en la titularidad.
En busca de minutos, fue cedido a Everton (1987) y Unión Española (1988). En el cuadro hispano comenzó como arquero titular, sin embargo tras una gira de la selección chilena a la que fue convocado y debido a una operación de Apendicitis, perdió el puesto en desmedro de Ronald Yávar.
En 1989 regresa a Universidad Católica, en donde se queda luego que los directivos le prometieran que a mediados de año el arquero titular Marco Cornez sería transferido al fútbol mexicano. Sin embargo, la transferencia no se realizó, por lo que Toledo fue suplente. En 1990, su suerte cambiaría, logrando la titularidad, la cual se consolidaría tras la ida de Cornez a Deportes Antofagasta en 1991.
En el equipo de la franja obtuvo varios títulos nacionales y el más importante de su carrera: la Copa Interamericana 1994. Además integró el plantel subcampeón de la Copa Libertadores de 1993, en donde fue suplente de Óscar Wirth debido a una lesión.
Luego de alternar en el arco cruzado las temporadas 1994 y 1995 con Nelson Tapia, durante la segunda rueda del campeonato de 1995 pierde la titularidad, dejando el equipo de la franja a fines de la temporada 1996.Los últimos años de carrera profesional defendió las casaquillas de Deportes Temuco, Santiago Wanderers y Coquimbo Unido, retirándose del fútbol a fines de la temporada 1999.

## Selección nacional
Ha sido internacional con la selección de fútbol de Chile en categoría olímpica, jugando cuatro partidos en los Juegos Olímpicos de Los Ángeles 1984, llegando a cuartos de final del torneo, instancia en la que cayó por 0-1 ante Italia. También participó en los Juegos Panamericanos de 1987 donde el equipo chileno logró la medalla de plata al caer derrotado por 2-0 en la prórroga ante Brasil.

### Selección absoluta
Seleccionado chileno entre 1991 y 1994, tuvo desempeños notables con la selección de su país, como en la Copa América 1991, donde pese a que Chile resultó 3° en condición de local, fue elegido como integrante de la Selección Ideal de América. Su último partido con Chile fue el 18 de mayo de 1994, en un amistoso en el Estadio Nacional frente a la selección Argentina.

#### Participaciones en Copa América
| Copa                | Sede                | Resultado           | Partidos | Goles |
| ------------------- | ------------------- | ------------------- | -------- | ----- |
| Copa América 1991   | Chile               | Tercer lugar        | 7        | 0     |
| Copa América 1993   | Ecuador             | Fase de grupos      | 3        | 0     |
| Total de su carrera | Total de su carrera | Total de su carrera | 10       | 0     |

#### Participaciones en Juegos Olímpicos
| Olimpiadas            | Sede           | Resultado        | PJ | Goles |
| --------------------- | -------------- | ---------------- | -- | ----- |
| Juegos Olímpicos 1984 | Estados Unidos | Cuartos de final | 0  | 0     |

#### Participaciones en Preolímpicos
| Torneo              | Sede    | Resultado    |
| ------------------- | ------- | ------------ |
| Preolímpico de 1988 | Bolivia | Primera Fase |

#### Particpación en Juegos Panamericanos
| Juegos                             | Sede           | Resultado        |
| ---------------------------------- | -------------- | ---------------- |
| Panamericanos de Indianápolis 1987 | Estados Unidos | Medalla de Plata |

### Partidos internacionales
| Partidos internacionales | Partidos internacionales | Partidos internacionales                           | Partidos internacionales | Partidos internacionales | Partidos internacionales | Partidos internacionales | Partidos internacionales | Partidos internacionales | Partidos internacionales |
| N.º                      | Fecha                    | Estadio                                            | Local                    | Resultado                | Visitante                | Goles                    | DT                       | Competición              |                          |
| ------------------------ | ------------------------ | -------------------------------------------------- | ------------------------ | ------------------------ | ------------------------ | ------------------------ | ------------------------ | ------------------------ | ------------------------ |
| 1                        | 9 de abril de 1991       | Estadio Luis "Pirata" Fuente, Veracruz, México     | México                   | 1-0                      | Chile                    | -1                       | Arturo Salah             | Amistoso                 |                          |
| 2                        | 22 de mayo de 1991       | Estadio Lansdowne Road, Dublín, Irlanda            | Irlanda                  | 1-1                      | Chile                    | -1                       | Arturo Salah             | Amistoso                 |                          |
| 3                        | 30 de mayo de 1991       | Estadio Santa Laura, Santiago, Chile               | Chile                    | 2-1                      | Uruguay                  | -1                       | Arturo Salah             | Amistoso                 |                          |
| 4                        | 26 de junio de 1991      | Estadio Centenario, Montevideo, Uruguay            | Uruguay                  | 2-1                      | Chile                    | -2                       | Arturo Salah             | Amistoso                 |                          |
| 5                        | 30 de junio de 1991      | Estadio Nacional, Santiago, Chile                  | Chile                    | 3-1                      | Ecuador                  | -1                       | Arturo Salah             | Amistoso                 |                          |
| 6                        | 6 de julio de 1991       | Estadio Nacional, Santiago, Chile                  | Chile                    | 2-0                      | Venezuela                |                          | Arturo Salah             | Copa América 1991        |                          |
| 7                        | 8 de julio de 1991       | Estadio Collao, Concepción, Chile                  | Chile                    | 4-2                      | Perú                     | -2                       | Arturo Salah             | Copa América 1991        |                          |
| 8                        | 10 de julio de 1991      | Estadio Nacional, Santiago, Chile                  | Chile                    | 0-1                      | Argentina                | -1                       | Arturo Salah             | Copa América 1991        |                          |
| 9                        | 14 de julio de 1991      | Estadio Nacional, Santiago, Chile                  | Chile                    | 4-0                      | Paraguay                 |                          | Arturo Salah             | Copa América 1991        |                          |
| 10                       | 17 de julio de 1991      | Estadio Nacional, Santiago, Chile                  | Chile                    | 1-1                      | Colombia                 | -1                       | Arturo Salah             | Copa América 1991        |                          |
| 11                       | 19 de julio de 1991      | Estadio Nacional, Santiago, Chile                  | Chile                    | 0-0                      | Argentina                |                          | Arturo Salah             | Copa América 1991        |                          |
| 12                       | 19 de julio de 1991      | Estadio Nacional, Santiago, Chile                  | Chile                    | 0-2                      | Brasil                   | -2                       | Arturo Salah             | Copa América 1991        |                          |
| 13                       | 30 de mayo de 1993       | Estadio Nacional, Santiago, Chile                  | Chile                    | 1-1                      | Colombia                 | -1                       | Arturo Salah             | Copa América 1991        |                          |
| 14                       | 9 de junio de 1993       | Estadio Olímpico Atahualpa, Quito, Ecuador         | Ecuador                  | 1-2                      | Chile                    | -1                       | Arturo Salah             | Amistoso                 |                          |
| 15                       | 18 de junio de 1993      | Estadio Alejandro Serrano Aguilar, Cuenca, Ecuador | Chile                    | 0-1                      | Paraguay                 | -1                       | Arturo Salah             | Copa América 1993        |                          |
| 16                       | 21 de junio de 1993      | Estadio Alejandro Serrano Aguilar, Cuenca, Ecuador | Brasil                   | 2-3                      | Chile                    | -2                       | Arturo Salah             | Copa América 1993        |                          |
| 17                       | 24 de junio de 1993      | Estadio Alejandro Serrano Aguilar, Cuenca, Ecuador | Chile                    | 0-1                      | Perú                     | -1                       | Arturo Salah             | Copa América 1993        |                          |
| 18                       | 30 de abril de 1994      | University Stadium, Albuquerque, Estados Unidos    | Estados Unidos           | 0-2                      | Chile                    |                          | Mirko Jozić              | Amistoso                 |                          |
| 19                       | 18 de mayo de 1994       | Estadio Nacional, Santiago, Chile                  | Chile                    | 3-3                      | Argentina                | -3                       | Mirko Jozić              | Amistoso                 |                          |
| Total                    | Total                    | Total                                              | Presencias               | 19                       | Goles                    | 0                        |                          |                          |                          |

| Selección chilena | Selección chilena | Selección chilena |
| Año               | Partidos          | Goles             |
| ----------------- | ----------------- | ----------------- |
| 1991              | 12                | -12               |
| 1993              | 5                 | -6                |
| 1994              | 2                 | -3                |
| Total             | 19                | -21               |

## Clubes
| Club                      | País  | Año       |
| ------------------------- | ----- | --------- |
| Universidad Católica      | Chile | 1982-1996 |
| → Everton (cedido)        | Chile | 1987      |
| → Unión Española (cedido) | Chile | 1988      |
| Deportes Temuco           | Chile | 1997      |
| Santiago Wanderers        | Chile | 1998      |
| Coquimbo Unido            | Chile | 1999      |

## Palmarés

### Campeonatos nacionales
| Título           | Club                 | País  | Año  |
| ---------------- | -------------------- | ----- | ---- |
| Copa Chile       | Universidad Católica | Chile | 1983 |
| Copa República   | Universidad Católica | Chile | 1984 |
| Primera División | Universidad Católica | Chile | 1984 |
| Copa Chile       | Universidad Católica | Chile | 1991 |
| Copa Chile       | Universidad Católica | Chile | 1995 |

### Campeonatos internacionales
| Título                            | Club (*)                     | País           | Año  |
| --------------------------------- | ---------------------------- | -------------- | ---- |
| Medalla de plata en Panamericanos | Selección de fútbol de Chile | Estados Unidos | 1987 |
| Copa Interamericana               | Universidad Católica         | Chile          | 1994 |

(*) Incluyendo la Selección

### Distinciones individuales
| Distinción                                                                 | Año  |
| -------------------------------------------------------------------------- | ---- |
| Parte del Equipo Ideal de América                                          | 1991 |
| 54° Mejor Arquero del mundo y Mejor Arquero Chileno de los últimos 25 años | 2010 |